# Ayni
Ayni ou Aini é uma  cidade e também um jamoat (terceiro nível administrativo do país) do noroeste do Tajiquistão, sendo capital do distrito de mesmo nome, na província de Sughd. Seu nome originou-se do poeta nacional tajique Sadriddin Ayni (em tajique:  Садриддин Айнӣ). A população total do jamoat era de 12 131 em 2009.